# Natriumtiosulfat
Natriumtiosulfat är ett tiosulfatsalt av natrium.

## Framställning
Industriellt produceras natriumtiosulfat som en biprodukt vid tillverkningen av natriumsulfid. För laboratoriebruk kan saltet framställas genom att värma upp natriumsulfit tillsammans med svavel.
{\displaystyle {\rm {Na_{2}SO_{3}+S\rightarrow Na_{2}S_{2}O_{3}}}}

## Egenskaper
Natriumtiosulfat kan neutralisera hypoklorit vilket är den aktiva ingrediensen i klorbaserade blekmedel.
{\displaystyle {\rm {4\ NaClO+Na_{2}S_{2}O_{3}+2\ NaOH\rightarrow 4\ NaCl+2\ Na_{2}SO_{4}+H_{2}O}}}
Det kan också reagera med guld och bilda molekylen Na3[Au(S2O3)2].

## Användning
- Natriumtiosulfat kan användas som ett alternativ till natriumcyanid vid utvinning av guld. Nackdelen är att guldtiosulfat-jonerna inte kan filtreras fram med aktivt kol.
- Som fixerbad vid fotografisk framkallning. Ämnet går inom fotobranschen under namnet Hyposulfitsoda eller Hypo.
- För att kunna testa pH-värdet på blekmedel. Natriumtiosulfat neutraliserar hypoklorit-joner som annars skulle ha blekt bort färgerna av pH-indikatorn.
- Underkylt natriumtiosulfat kristalliserar sig med en exoterm reaktion vilket gör den användbar i till exempel kemiska handvärmare.
- Som motgift till cyanid. Natriumtiosulfat överför svavel-atomer till cyanid som övergår i ofarlig tiocyanat.
- Vid garvning av läder.
- För att neutralisera det jod-baserade konserveringsmedlet Lugols lösning. Lösningen konserverar till exempel celler i växtplanktonprover bruna, men tillsätter men natriumtiosulfat avfärgas provet och nya färgämnen kan tillsättas.